# Thysanophora glaucoalbida
Thysanophora glaucoalbida är en svampart som först beskrevs av Jean Baptiste Desmazières, och fick sitt nu gällande namn av M. Morelet 1968. Thysanophora glaucoalbida ingår i släktet Thysanophora och familjen Trichocomaceae.   Inga underarter finns listade i Catalogue of Life.